# Кліфтон Фадіман
Кліфтон Фадіман (англ. Clifton Paul "Kip" Fadiman; 15 травня 1904, Нью-Йорк — 20 червня 1999) — відомий американський літературний критик, редактор видавництва «Simon & Schuster» («Саймон та Шустер»), співукладач класичного довідника «Брама до великих книг» (1980).